# СКА (гандбольный клуб, Минск)
«СКА-Минск» — мужской гандбольный клуб из Минска. Основан в 1976 году, до этого носил название «Политехник». Один из именитых гандбольных клубов Беларуси, в 1980-е годы — один из сильнейших клубов СССР и Европы.
История клуба неразрывно связана с именем Спартака Мироновича.

## История

### 1960—1975: «Политехник»
История белорусского гандбола началась в 1956 году — с Сергея Аввакумова, который, перебравшись из Киевского института физкультуры в минский БГОИФК, активно взялся за развитие нового для нашей страны вида спорта.
Сначала он создал и возглавил команду в родном учебном заведении. Затем откликнулся на предложение Белорусского политехнического института, где после недолгих раздумий сочли ручной мяч делом полезным и интересным. А в октябре 1956-го усилиями энтузиастов была организована Минская городская руководящая секция (федерация) гандбола. Начинание перестраивалось с любительских рельс на профессиональные.
Спустя четыре года, заложив в республике гандбольный фундамент, Аввакумов уступил место тренера команды БПИ соратнику Виталию Добровольскому, с именем которого связан качественный скачок в развитии белорусского ручного мяча. На базе института наставник в 1960 году создал клуб «Политехник», ставший прародителем минского СКА. Ему удалось собрать у себя лучших из лучших на тот момент: Анатолия Черкасского, Виталия Вальчака, Виктора Карпенко из БГИНХ, Спартака Мироновича, Сергея Аввакумова, Владимира Бычкова, Ивана Мелешко из БГОИФК, Юрия Фокина, Германа Генералова из БПИ… Конкуренция была настолько высока, что многие перспективные, самобытные игроки не пробились в состав, несмотря на огромное желание.
В 1961 году «Политехник» одержал победу в первом розыгрыше чемпионата республики, прошедшего в Горках. Кроме триумфаторов, в нём приняли участие ещё четыре команды: минский «Спартак», «Гомель», БСХА из Могилёвской области и «Витебск». В следующем сезоне команда Добровольского через сито предварительного турнира пробилась в компанию сильнейших коллективов СССР. В элите она, никому не уступив крупно, снискала репутацию крепкой, упертой дружины, однако финишировала на седьмом, предпоследнем, месте.
В первом чемпионате страны честь «Политехника» отстаивали 11 игроков: вратари — Юрий Мохов, Герман Генералов; полевые — Сергей Аввакумов, Роберт Акопов, Анатолий Атроов, Владимир Бычков, Виталий Вальчак, Иван Мелешко, Спартак Миронович, Юрий Фокин, Анатолий Черкасский.
Однако на этом набор высоты прекратился. В середине 60-х белорусский гандбол в основном проживал в вузах, где ему приходилось весело, но тесно. Вид держался фактически на энтузиазме отдельных личностей. Прочной основы — школ, спортивных баз, тренерских кадров — создано не было. «Политехник» предсказуемо распрощался с элитой.
Возрождение случилось в 1967 году, когда минчане поднялись в чемпионате страны на шестую строку — высоко, как никогда! В этом году состоялся и первый в истории белорусского гандбола международный матч: «Политехник» принял дома датский ДАИ и уверенно победил — 25:19.
В 1969-м «Политехник» получил серьёзнейший удар: финишировав в чемпионате на седьмом месте из четырнадцати, он все же вынужден был покинуть элиту. Случилось это из-за издержек регламента. Оказавшись за чертой шестерки лучших коллективов, «Политехник» вместе с ЦСКА, «Жальгирисом» и «Даугавой» провел дополнительный турнир за два места в группе сильнейших, ограниченной в следующем сезоне лишь 8 клубами. Турнир этот минчане проиграли.
Началась скучная жизнь во втором эшелоне: 1970 год — 8-е место, 1971-й — 10-е, 1972-й — 5-е, 1973-й — 6-е…
В 1974-м «Политехник» вернулся в высшую лигу, а в 1975-м в клубе произошли изменения, которые предопределили его судьбу.
Тот розыгрыш минчане завершили на предпоследнем месте и попали в стыки. В Тирасполе «Политехник» уступил местной дружине пять мячей. Дома — добыл перевес в восемь голов уже под именем СКА и сохранил место в элите.

### 1976—1992: Успехи в советский период
В 1976 году клуб сменил название и тренера (впервые за 16 лет!). Перейдя в ведомство Спортивного клуба армии Краснознаменного Белорусского военного округа, «Политехник» был переименован в СКА. А Виталий Добровольский сдал пост Спартаку Мироновичу, на котором тот находился 40 лет!
На новом месте команде создали отличные условия для дальнейшего роста. Однако в чемпионате-1976 армейцы финишировали лишь на восьмой позиции. Новому наставнику по окончании сезона стало очевидно: нужно перестраиваться технически и тактически, вводить в состав свежие силы. Не все приняли новый курс, особенно выражали недовольство ветераны команды, однако Спартак Миронович не поддался, не свернул.
Первый успех пришёл к СКА в сезоне-1980. Армейцы финишировали в чемпионате на рекордном для себя на тот момент четвёртом месте, а также завоевали Кубок СССР. Следующий год завершился ещё грандиознее — минчане поднялись на верхнюю ступень пьедестала! Титул белорусы оформили в выездном матче против «Кунцево», по возвращении в аэропорту команду встречал оркестр. Тогда успех СКА был воспринят как сенсация.
Спустя месяц коллектив Мироновича завоевал в Москве Кубок СССР, попутно установив рекорд: до этого никому в стране не удавалось оформить подобный «дубль»!
После такого невероятного выступление серебряные 1982 и 1983 годы были восприняты болельщиками как неудача. Зато в 1983-м СКА порадовал своих поклонником успешным выступлением на международной арене, завоевав Кубок обладателей кубков. Поочередно армейцы положили на лопатки итальянский «Форст Бриксен», чехословацкий «Татран», немецкий «Гроссвальштадт», венгерский «Волан» и румынское «Динамо». И все это — в дебютный евросезон!
Молодая команда Спартака Мироновича только входила во вкус больших побед, которые растянулись на целое десятилетие. 80-е дали миру невероятное поколение белорусских гандболистов: Анатолий Галуза, Алекандр Миневский, Константин Шароваров, Александр Мосейкин, Александр Малиновский, Андрей Паращенко, Юрий Шевцов, Александр Тучкин, Александр Каршакевич, Михаил Якимович, Георгий Свириденко, Василий Синькевич, Николай Масалков… Каждый из них — легендарен.
В 1984 году они вернули себе советский трон, набрав 55 очков в 32 матчах! Для сравнения: 1981-м армейцам хватило и 45. Внутри страны минчанам не мог составить конкуренцию ни один клуб, за её пределами пока такие находились. Но и им праздновать оставалось недолго.
В 1987-м, 1989-м и 1990-м СКА взял Кубок европейских чемпионов. В 1988-м — Кубок обладателей кубков. В 1990-м — ещё и Суперкубок, в борьбе за который в блестящем стиле разгромил немецкий ТУСЕМ 32:22.
В это время белорусские гандболисты блистали не только в составе СКА, но и сборной СССР. Советская дружина, чьи цвета защищали пятеро минчан, и которой руководил Спартак Миронович, завоевала в Сеуле-1988 золотые медали Олимпийских игр, победив в финале команду Южной Кореи — 32:25. В Барселоне-1992 сборная СНГ вновь под руководством Мироновича и не без помощи белорусских гандболистов повторила олимпийский успех. На этот раз в финале оказались побиты шведы — 22:20.
1992 год стал лебединой песней того легендарного поколения армейцев. Кроме успеха на Олимпиаде, к которому существенно приложили руку белорусы, наши гандболисты в последний раз серьёзно пошумели в Европе на клубном уровне прежде, чем надолго уйти в тень.
Минский СКА в тот год дошёл до финала Кубка ИГФ и в финале уступил немецкому «Валлоу-Масенхайму» лишь потому, что меньше забросил в гостевом поединке — 23:25, 22:20.
Эпоха великого СКА подошла к концу.

### История после 1992 года
После распада СССР идея чемпионата СНГ не прижилась. Белорусский гандбол, предоставленный сам себе, оказался неконкурентоспособным. Лучшие игроки СКА переходили в иностранные клубы. Армейцы в отсутствие достойных соперников штамповали победы в национальном первенстве: с 1993 по 2002 годы команда Мироновича 10 раз подряд выиграла чемпионский титул. Однако на евроарене не пробивалась дальше двух-трех раундов.
В 2000-х с появлением в Бресте БГК им. Мешкова, а позже минского «Динамо» (впрочем, долго не просуществовавшего), СКА утратил монополию на лидерство и в Беларуси.
Ситуация начала меняться после 2010 года. Минчане наконец крепко стали на ноги, команда приросла игроками национальной и юниорской сборных, появились первые за долгое время международные успехи — в 2013-м СКА завоевал Кубок вызова ЕГФ. А в чемпионате-2013/14 армейцы составили серьёзную конкуренцию БГК им. Мешкова в борьбе за титул.
В сезоне 2015/16 «СКА-Минск» не только снова пробился в элиту европейского гандбола, дойдя до групповой стадии Кубка ЕГФ, но и вернулся на свою домашнюю арену - Дворец спорта «Уручье».
В сезоне 2018/2019 из БГК им. Мешкова в СКА перешёл Дмитрий Никуленков и сразу смог вернуть в Минск первый за долгое время трофей - Кубок Беларуси. 19 мая в финале "армейцы" одолели брестский клуб со счетом 30:29. Успех минчане сумели повторить и 2022-м. Снова в Могилеве, но на этот раз в финале Кубка Беларуси СКА обыграл "Машеку".
В сезоне-2024/25 СКА впервые с 2002 года выиграл чемпионат Беларуси по гандболу. В финальной серии минчане переиграли «Мешков Брест» в пяти матчах: 3-2. В решающем поединке, который проходил в Бресте, СКА выиграл со счетом 29:27, оставив соперника без золотых медалей впервые с 2013 года.

## Достижения

### СССР
- 6-кратный победитель чемпионата СССР — 1981, 1984, 1985, 1986, 1988, 1989.
- Серебряный призёр чемпионата СССР — 1982, 1983, 1987, 1990, 1992.
- Бронзовый призёр чемпионата СССР — 1991.
- 4-кратный обладатель Кубка СССР — 1980, 1981, 1982, 1987.

### Национальные
- 11-кратный чемпион Беларуси — 1993, 1994, 1995, 1996, 1997, 1998, 1999, 2000, 2001, 2002, 2025.
- Серебряный призёр чемпионата Беларуси — 2004, 2005, 2006, 2007, 2008, 2013, 2014, 2015, 2016, 2017, 2018, 2019, 2020, 2021, 2022, 2023, 2024.
- Бронзовый призёр чемпионата Беларуси — 2009, 2011, 2012.
- 8-кратный обладатель кубка Беларуси — 1998, 1999, 2000, 2001, 2006, 2012, 2019, 2022, 2023.

### Международные
- 3-кратный обладатель Кубка европейских чемпионов — 1987, 1989, 1990.
- 2-кратный обладатель Кубка обладателей кубков европейских стран — 1983, 1988.
- Обладатель Кубка вызова — 2013
- Обладатель Суперкубка ЕГФ — 1989[1]
- Финалист Мужского трофея Чемпионов ЕГФ — 1983
- Финалист SEHA League — 2023

## Состав команды в сезоне 2024/2025
Согласно официальному сайту клуба.
| №  | Фамилия, Имя        | Дата рождения | Амплуа             |
| -- | ------------------- | ------------- | ------------------ |
| 4  | Матвей Барбашинский | 19.10.2004    | линейный           |
| 5  | Иван Зинейкин       | 10.02.2004    | разыгрывающий      |
| 10 | Тимофей Баранчик    | 09.05.2004    | разыгрывающий      |
| 22 | КАМЫШИК Дмитрий     | 01.05.1990    | лев./полусредний   |
| 23 | КОВАЛЕВ Константин  | 23.11.2002    | вратарь            |
| 25 | Дмитрий Матвеенко   | 10.09.2004    | линейный           |
| 89 | Дмитрий Карпилович  | 14.02.2004    | разыгрывающий      |
| 1  | КОЛОС Кирилл        | 06.12.2003    | вратарь            |
| 52 | Антон Лукашенок     | 14.05.2004    | лев/угловой        |
| 78 | ЛАДУТЬКО Евгений    | 03.05.2002    | прав./угловой      |
| 55 | НЕМКОВ Павел        | 06.09.2001    | лев./угловой       |
| 69 | ПЕТРОВИЧ Александр  | 15.03.2002    | правый полусредний |
| 72 | Андрей Пушкин       | 06.11.2002    | линейный           |
| 44 | Кирилл Рабчинский   | 08.08.2005    | лев. полусредний   |
| 77 | САДОВСКИЙ Станислав | 13.03.2002    | лев./угловой       |
| 46 | Егор Пигалёв        | 18.05.2004    | вратарь            |
| 87 | УДОВЕНЯ Матвей      | 14.03.2000    | прав./полусредний  |
| 98 | Алексей Ермаков     | 08.07.2004    | лев./полусредний   |
| 24 | Захар Покрышко      | 19.09.2007    | линейный           |
| 37 | ЧИЖИК Никита        | 01.01.2000    | разыгрывающий      |
| 15 | Григорий Качко      | 12.07.2004    | прав./полусредний  |
| 18 | Максим Царев        | 24.11.2004    | прав./угловой      |

## Тренерский штаб
- Главный тренер — Никуленков, Дмитрий Олегович
- Тренер Шилович Сергей Владимирович
- тренер массажист Барсуков Дмитрий Александрович
- Тренер Врач Корик Евгений Владимирович
- Тренер по физподготовке — Сашурин, Вадим Леонидович
- Тренер по научно-методической работе — Миронович, Спартак Петрович

## Известные гандболисты
- Александр Каршакевич
- Георгий Свириденко
- Константин Шароваров
- Александр Тучкин
- Михаил Якимович
- Андрей Миневский
- Юрий Шевцов
- Андрей Барбашинский
- Алексей Жук
- Сергей Рутенко
- Андрей Курчев
- Иван Бровко
- Дмитрий Никуленков
- Денис Рутенко
- Сергей Шилович